# Chrášťany (ort i Tjeckien, Mellersta Böhmen, lat 50,15, long 13,67)
Chrášťany är en ort i Tjeckien.   Den ligger i regionen Mellersta Böhmen, i den västra delen av landet, 50 km väster om huvudstaden Prag. Chrášťany ligger 384 meter över havet och antalet invånare är 570.
Terrängen runt Chrášťany är huvudsakligen platt, men åt nordost är den kuperad. Terrängen runt Chrášťany sluttar söderut. Runt Chrášťany är det ganska glesbefolkat, med 32 invånare per kvadratkilometer. Närmaste större samhälle är Rakovník, 6,7 km sydost om Chrášťany. Trakten runt Chrášťany består till största delen av jordbruksmark.